# Стівен Дефур
Сті́вен Дефу́р (фр. Steven Defour, нар. 15 квітня 1988, Мехелен, Бельгія) — бельгійський футболіст, півзахисник національної збірної Бельгії та «Бернлі».

## Клубна кар'єра
Вихованець юнацьких команд футбольних клубів «Мехелен» та «Генк».
У дорослому футболі дебютував 2004 року виступами за «Генк», в якому провів два сезони, взявши участь у 30 матчах чемпіонату.
Своєю грою за цю команду привернув увагу представників тренерського штабу клубу «Стандард» (Льєж), до складу якого приєднався влітку 2006 року. Відіграв за команду з Льєжа наступні п'ять сезонів своєї ігрової кар'єри. Більшість часу, проведеного у складі «Стандарда», був основним гравцем команди. За цей час двічі виборював титул чемпіона Бельгії та завойовував суперкубок країни, а також одного разу вигравав кубок Бельгії.
До складу клубу «Порту» приєднався 15 серпня 2011 року за 6 млн євро, підписавши контракт на 5 років. В першому ж сезоні допоміг «драконам» виграти чемпіонат та суперкубок Португалії. Відіграв за клуб з Порту 65 матчів в національному чемпіонаті.
13 серпня 2014 року повернувся на батьківщину, уклавши 5-річний контракт з «Андерлехтом», який заплатив за трансфер гравця 6 мільйонів євро.

## Виступи за збірну
11 травня 2006 року дебютував в офіційних матчах у складі національної збірної Бельгії в товариській грі проти збірної Саудівської Аравії. Наразі провів у формі головної команди країни 46 матчів, забивши 2 голи.

## Досягнення

### Командні
- Чемпіон Бельгії:

«Стандард» (Льєж): 2007-08, 2008-09
- Володар Кубка Бельгії:

«Стандард» (Льєж): 2010-11
- Володар Суперкубка Бельгії:

«Стандард» (Льєж): 2008, 2009
- Чемпіон Португалії:

«Порту»: 2011-12, 2012-13
- Володар Суперкубка Португалії:

«Порту»: 2012, 2013

### Особисті
- Бельгійський «Золотий бутс»: 2007